# Tysfjorden
68°15′14″N 16°7′10″Ø / 68.25389°N 16.11944°Ø
Tysfjorden (lulesamisk: Divtasvuodna) er en fjord i Tysfjord kommune i Nordland fylke i Norge. Fjorden strækker sig 58 km mod syd til Hellemobotn i bunden af Hellemofjorden. Fra Hellemobotn er der kun godt 6 km til rigsgrænsen til Sverige og her er Norges på smalleste sted.
Tysfjorden er Norges næstdybeste fjord. På sit dybeste punkt ved Hulløya er den 897 m dyb. (Den dybeste er Sognefjorden)
Fjorden har indløb mellem Korsnes i sydvest og Brenneset i nordøst. Indløbet ligger lige syd for Barøya, som markerer den indre grænse til Vestfjorden og indløbet til Ofotfjorden, som går mod øst. Lige indenfor indløbet til Tysfjorden ligger Bognes på vestsiden. Herfra går der færge over til Skarberget. Overfartstiden er ca. 25 min. Denne færgeforbindelse er den eneste på E6. Fra Bognes går der også færge ud af fjorden over den indre del af Vestfjorden til Lødingen. Her går også fjordarmen Skrovkjosen østover.
Syd for Bognes bliver fjorden omkring 3 km smal, men den åbner sig igen. Her ligger Haukøyfjorden i den østlige del af fjorden. Haukøyfjorden er opkaldt efter Haukøyholmen, som ligger på østsiden. Fra Haukøyfjorden går der flere fjordarme både mod syd, øst og nord; Stefjorden går østover og den har igen Sildpollen som fjordarm nordover. Syd for Stefjorden ligger Tømmeråsfjorden og syd for denne igen går Fuglfjorden sørover. Vest for Fuglfjorden ligger Kjelkvika. Vest for Haukøyfjorden går den mindre Beisfjorden et lille stykke mod vest.
Vest for Kjelkvika går Tysfjorden videre mod syd til Hulløya og her deler den sig igen i flere fjordarme. På nordsiden af Hulløya ligger Kjøsviksundet og på østsiden af øen går Indre Tysfjorden mod øst. Kjøpsvik ligger ved indløbet til denne fjordarm. Indre Tysfjorden går først mod nordøst og så sydøstover til Sørfjorden. Sydøst for Hulløya går Mannfjorden mod sydøst og vest for denne igen ligger Grunnfjorden. Vest for Grunnfjorden og sydvest for Hulløya går Hellemofjorden videre mod syd. Den er den længste af alle fjordarmene i Tysfjorden.
Lige nord for indløbet til Hellemofjorden, på vestsiden af Tysfjorden, ligger bygden Drag, og her går der færge over fjorden til Kjøpsvik.
Ud over E6 går vejene Fylkesvei 681, Fylkesvei 682, Fylkesvei 684 og Riksvei 827 langs fjorden.